# Tsaghkahovit
Tsaghkahovit là một đô thị thuộc tỉnh Aragatsotn, Armenia. Dân số ước tính năm 2011 là 2139 người.